# Dera Gopipur
Dera Gopipur là một thị xã và là một nagar panchayat của quận Kangra thuộc bang Himachal Pradesh, Ấn Độ.

## Nhân khẩu
Theo điều tra dân số năm 2001 của Ấn Độ 